# Silberner Schuh
Der Silberne Schuh ist ein Preis für mutiges Eintreten gegen Fremdenfeindlichkeit und Diskriminierung. Der Preis wird seit 2004 vom Solinger Bündnis für Toleranz und Zivilcourage vergeben, welches am 9. November 2000 – dem Jahrestag der Reichspogromnacht – unter dem Eindruck des Mordanschlages von Solingen gegründet wurde. 
Dem Bündnis gehören an:
- Arbeitsgemeinschaft Christlicher Kirchen
- Liga der Wohlfahrtspflege
- Jugendstadtrat
- Stadtjugendring
- Deutscher Gewerkschaftsbund
- Solinger Sportbund
- Vertreter aus dem Bereich der Solinger Schulleitungen
- Vertreter des Zuwander- und Integrationsrates
- Vertreter von Initiativen
- Vertreter der Türkisch-Islamischen Vereine
- Vertreter der Polizeidirektion Solingen
- Integrationsbeauftragte

## Preisträger
- 2013: Heinz Siering, Gründer und Leiter der Jugendhilfewerkstatt, Heinz Siering, sowie Ideengeber und Schöpfer des Mahnmals an der Mildred-Scheel-Schule. Eine Ehrenurkunde erhält das Solinger Bündnis "Bunt statt Braun"[1]
- 2012: Uli Preuss, für sein Engagement im Krieg für verletzte Kinder im Friedensdorf International; Sonderpreis an Werner Böwing, Pazifist und Gewerkschafter, für seine Lebensleistung im Einsatz für den Frieden und gegen jede Form des Militarismus und für sein Engagement in Solingen
- 2011: AG Weiße Rose der Geschwister-Scholl-Gesamtschule Solingen
- 2010: Hasan Özkan, der sich als Imam der Ditib-Moschee in besonderer Weise für die Jugendlichen in Solingen-Wald und für den gelungenen Umzug der Ditib-Moschee in das Zentrum von Solingen Wald einsetzte[2]
- 2009: Annette Baumgarten, die zu Hause in ihrer Wohnung Kindern und Jugendlichen mit Migrationshintergrund Nachhilfeunterricht gibt
- 2008: Christel Gottschalk, die sich für junge Frauen mit Migrationshintergrund engagiert
- 2007: Arbeitsgemeinschaft „Jüdischer Friedhof“ der Gesamtschule Solingen
- 2006: Helmut Eckermann, langjähriger Streiter für Amnesty International und engagierter Bürger, der sich für Flüchtlinge in Solingen einsetzt
- 2005: Christlich-Islamischer Gesprächskreis, der sich seit mehr als 20 Jahren im interreligiösen Dialog sowie für ein vertieftes Verständnis der Gemeinsamkeiten der Religionen engagiert
- 2004: Holger Müller, der sich einer Anweisung seines Chefs widersetzte, keine Türkinnen mehr einzustellen